# لارس راسموسن
لارس راسموسن (ولد عام 1963) هو عالم حاسوب دنماركي ومدير تنفيذي تقني، والمؤسس المشارك لخرائط جوجل. شغل لاحقًا منصب مدير الهندسة في فيسبوك بلندن.
في أوائل عام 2003، شارك لارس وشقيقه ينس في تأسيس شركة ناشئة متخصصة في رسم الخرائط، والتي استحوذت عليها جوجل في شهر أكتوبر من عام 2004. أصبح راسموسن رئيسًا لفريق خرائط جوجل، وعمل في جوجل حتى انضمامه إلى فيسبوك أواخر عام 2010.